# کوندورست ۷۹۶۰
سیارک ۷۹۶۰ (به انگلیسی: 7960 Condorcet، نامگذاری:1994PW16) هفت هزار و نهصد و شصتمین سیارک کشف شده‌است که در ۱۰ اوت ۱۹۹۴ کشف شد.
قدر مطلق سیارک برابر ۱۴٫۳۰ است.